# Moody (Familienname)
Moody ist ein Familienname des anglo-amerikanischen Sprachraums.

## Namensträger

### A
- Anne Moody (1940–2015), US-amerikanische Bürgerrechtlerin
- Ashley Moody (* 1975), US-amerikanische Juristin und Politikerin

### B
- Ben Moody (* 1981), US-amerikanischer Gitarrist und Produzent
- Bill Moody (1941–2018), US-amerikanischer Schlagzeuger und Schriftsteller
- Blair Moody (1902–1954), US-amerikanischer Politiker
- Bryan Moody (* 1972), kanadischer Badmintonspieler

### C
- Clare Miranda Moody (* 1965), britische Politikerin
- Clyde Moody (1915–1989), US-amerikanischer Musiker

### D
- Dan Moody (1893–1966), US-amerikanischer Politiker
- Daniel Moody, US-amerikanischer Opernsänger (Countertenor)
- Dwight Lyman Moody (1837–1899), US-amerikanischer Erweckungsprediger

### E
- Elizabeth Moody (Dichterin) (1737–1814), britische Dichterin
- Elizabeth Moody (Schauspielerin) (1939–2010), neuseeländische Schauspielerin und Theaterregisseurin
- Ernest Addison Moody (1903–1975), US-amerikanischer Philosoph

### G
- Gideon C. Moody (1832–1904), US-amerikanischer Politiker

### H
- Harold Moody (Mediziner) (1882–1947), jamaikanisch-britischer Mediziner und Menschenrechtsaktivist
- Harold Moody (Leichtathlet) (1915–1986), britischer Leichtathlet
- Heather Moody (* 1973), US-amerikanische Wasserballspielerin
- Helen Wills Moody (1905–1998), US-amerikanische Tennisspielerin

### I
- Ivan Moody (Komponist) (1964–2024), britischer Komponist, Dirigent und Musikwissenschaftler
- Ivan Moody (Sänger) (Ghost; * 1980), US-amerikanischer Sänger

### J
- James Moody (Komponist) (1907–1995), irischer Komponist
- James Moody (Saxophonist) (1925–2010), US-amerikanischer Jazzmusiker
- James M. Moody (1858–1903), US-amerikanischer Politiker
- James Maxwell Moody (* 1940), US-amerikanischer Jurist
- James P. Moody (1887–1912), britischer Schiffsoffizier und Opfer des Titanic-Untergangs
- James Tyne Moody (* 1938), US-amerikanischer Jurist
- Jim Moody (1935–2019), US-amerikanischer Politiker
- Jim Moody (Schauspieler) (* 1949), US-amerikanischer Schauspieler
- Joe Moody (* 1988), neuseeländischer Rugby-Union-Spieler
- John Moody (* 1983), neuseeländischer Badmintonspieler

### L
- Lewis Moody (* 1978), englischer Rugby-Union-Spieler
- Lewis Ferry Moody (1880–1953), US-amerikanischer Ingenieur
- Lynne Moody (* 1950), US-amerikanische Schauspielerin

### M
- Malcolm A. Moody (1854–1925), US-amerikanischer Politiker
- Micky Moody (* 1950), britischer Gitarrist

### O
- Orville Moody (1933–2008), US-amerikanischer Golfspieler

### P
- Patricia Moody (* um 1945), kanadische Badmintonspielerin
- Paul Moody (1779–1831), US-amerikanischer Erfinder

### R
- Raymond Moody (* 1944), US-amerikanischer Mediziner und Philosoph
- Richard Moody (General) (Richard Clement Moody; 1813–1887), britischer Generalmajor
- Richard Moody (Tennisspieler) (* 1970), US-amerikanischer Tennisspieler
- Rick Moody (* 1961), US-amerikanischer Schriftsteller
- Robert Moody (* 1941), kanadischer Mathematiker
- Ron Moody (1924–2015), britischer Schauspieler
- Ronald Moody (1900–1984), jamaikanischer Bildhauer

### S
- Shane Moody-Orio (* 1980), belizischer Fußballspieler
- Stan Moody (* 2006), englischer Snookerspieler
- Susan Moody (* 1940), englische Schriftstellerin

### T
- Theodore William Moody (1907–1984), irischer Historiker

### W
- William A. Moody (1954–2013), US-amerikanischer Wrestling-Manager
- William H. Moody (1853–1917), US-amerikanischer Jurist und Politiker
- William Vaughn Moody (1869–1910), US-amerikanischer Dramatiker und Dichter

### Z
- Zenas Ferry Moody (1832–1917), US-amerikanischer Politiker